# 廖紀 (副使)
廖紀（1474年—1527年），字惟修，江西都指揮使司九江衛（今江西省九江市）官籍湖广黄梅县人，明朝政治人物。

## 生平
江西鄉試第七十五名舉人。弘治十八年（1505年）中式乙丑科二甲第四十八名進士。正德元年（1506年），擔任安吉州知州，在任四年，升任南京兵部職方司員外郎，二年进南京禮部儀制司署郎中，丁母亲潘宜人憂歸乡。服阕，起任工部都水司郎中，管理济宁以北河道，数月後，调任虞衡司郎中，轉任營繕司郎中，出为福建延平府知府，在任四月，以父喪歸家守制。服阕，嘉靖元年（1522年）起任山西平陽府知府。嘉靖三年二月升任廣西按察司副使。

## 家族
曾祖廖榮貴；祖父廖暹；父廖震，百戶。母潘氏。具庆下。兄廖綱，百户；弟廖纶、廖绣、廖继、廖綬、廖维。